# Zosia (film)
Zosia – radziecko-polski film wojenno-obyczajowy z 1967 roku w reż. Michaiła Bogina. Adaptacja opowiadania Władimira Bogomołowa pod tym samym tytułem.  

## Opis fabuły
Lato 1944 roku. Radzieckie oddziały w ciężkich walkach z Niemcami wkraczają na tereny obecnej wschodniej Polski. Jeden z nich kwateruje w polskiej wsi. Dwaj radzieccy oficerowie: Michaił i Wiktor z miejsca zadurzają się w pięknej Zosi – córce miejscowych gospodarzy. Zwłaszcza Michaił pała do niej szczególna sympatią i to z wzajemnością. Nagły rozkaz szybkiego wymarszu oznacza dla dwojga młodych ludzi rozstanie. 

## Obsada aktorska
- Pola Raksa – Zosia
- Wiesława Mazurkiewicz – matka Zosi
- Jurij Kamornyj – Michaił (porucznik, szef sztabu)
- Nikołaj Mierzlikin – Wiktor (porucznik, dowódca batalionu)
- Barbara Bargiełowska – Wanda
- Zygmunt Zintel – Stefan
- Gieorgij Burkow – Siemionow
- Aleksandr Grawe – dowódca brygady
- Pantielejmon Krymow – szeregowy Machin
- Lubow Korniewa – st. szeregowa Igumnowa
- Jurij Sorokin – radiooperator

i inni.